# バリー・マギー
バリー・マギー （Arthur Barrington ("Barry") Magee、1934年1月6日 - ）は、ニュージーランドの陸上競技選手。1960年ローマオリンピックの銅メダリスト。

## 経歴
マギーは、1960年代に長距離走のトレーニング方法で一世を風靡したアーサー・リディヤードの生徒の一人である。1960年ローマオリンピックでは、エチオピアのアベベ・ビキラ、モロッコのラジ・ベンアブデセラムに次いで銅メダルを獲得。さらに、マギーと同じくリディヤードの指導を受けていたピーター・スネル、マレー・ハルバーグも800m、5000mで金メダルを獲得し、ニュージーランドが中長距離で旋風を巻き起こした。
マギーのローマでの記録は、白人選手の世界最高記録であった。同年12月には福岡国際マラソンで優勝を果たす。
しかし、マギーはマラソンだけでなく、3マイル(4.8km)、6マイル(9.7km)でも世界歴代2位の記録を作るなど、短い距離でも活躍した選手であった。
1964年東京オリンピックでもマラソンに出場。しかし23位という結果に終わっている。